# Astate
Vous lisez un « bon article » labellisé en 2018.
L'astate est un radioélément, de symbole At et de numéro atomique 85. C'est le plus rare des éléments chimiques hors transuraniens trouvés naturellement dans la croûte terrestre, où il est produit par décroissance radioactive d'éléments plus lourds. Tous les isotopes de l'astate ont des demi-vies courtes, le moins instable est l'astate 210 avec une période radioactive de 8,1 heures. Un échantillon visible de l'élément pur n'a jamais été produit mais tout spécimen macroscopique serait rapidement vaporisé par la chaleur résultant de sa propre radioactivité.
Les propriétés de l'astate en tant que matériau ne sont donc pas connues avec certitude. Nombre d'entre elles ont été estimées à partir de la position de l'élément dans la table périodique, l'astate étant vu comme un membre du groupe des halogènes, un analogue chimique plus lourd de l'iode. Un échantillon d'astate serait probablement sombre et pourrait être un semi-conducteur, ou peut-être un métal ; il aurait probablement une température de fusion plus élevée que l'iode. Chimiquement, plusieurs espèces anioniques de l'astate sont connues et la plupart de ces composés ressemblent à ceux de l'iode. L'élément se comporte également à plusieurs points de vue comme un métal, il est notamment capable de former un cation monoatomique stable en solution aqueuse (contrairement aux halogènes plus légers).
L'élément a été découvert lors de sa première synthèse, effectuée en 1940 par Dale R. Corson, Kenneth Ross MacKenzie et Emilio G. Segrè, à l'université de Californie à Berkeley. L'équipe a suggéré de le nommer astatine en anglais, du grec άστατος / ástatos, « instable ». Quatre isotopes de l'astate ont depuis été identifiés dans la nature mais dans des quantités si faibles qu'il ne s'en trouve que de l'ordre du gramme dans la croûte terrestre à chaque instant. Ni l'isotope avec la demi-vie la plus longue, l'astate 210, ni l'isotope le plus médicalement prometteur, l'astate 211, ne se trouvent dans la nature ; ils sont synthétisés en cyclotron, généralement en bombardant de particules alpha une cible de bismuth 209.

## Caractéristiques
L'astate est un élément extrêmement radioactif ; tous ses isotopes connus ont des demi-vies de 8,1 heures ou moins et se désintégrent en autres isotopes de l'astate, en bismuth, en polonium ou en radon. La plupart de ses isotopes sont très instables, avec des demi-vies de moins d'une seconde. Des 101 premiers éléments de la classification périodique, seul le francium est plus radioactif, et tous les isotopes de l'astate moins radioactifs que le francium sont artificiels et ne se trouvent pas dans la nature.
Les propriétés macroscopiques de l'astate ne sont pas connues avec certitude. Les recherches sont limitées par sa courte demi-vie, qui empêche la création de quantités significatives (0,5 µg d'astate serait déjà plus radioactif qu'un gramme de radium). Une quantité d'astate visible à l’œil nu se vaporiserait rapidement en raison de la chaleur intense dégagée par sa forte radioactivité. Il reste à voir s'il serait possible, avec des moyens de refroidissement adéquats, de déposer une quantité macroscopique d'astate sous forme de couche mince. Cet élément chimique est généralement classé parmi les non-métaux ou les métalloïdes, ; la formation d'une phase métallique a néanmoins été prédite,.

### Propriétés physiques
La plupart des propriétés physiques de l'astate ont été estimées (par interpolation ou extrapolation) à l'aide de méthodes théoriques ou semi-empiriques. Par exemple, les halogènes sont d'autant plus sombres qu'ils sont lourds : le fluor est presque incolore, le chlore vert-jaune, le brome brun-rouge, et l'iode d'un violet-gris sombre. L'astate est donc parfois décrit comme probablement un solide noir (à supposer qu'il suive cette tendance), ou ayant une apparence métallique (si c'est un métalloïde ou un métal),,. On s'attend à ce que les points de fusion et d'ébullition de l'astate suivent également la tendance de la série des halogènes, parmi lesquels ils augmentent avec le numéro atomique. Suivant cette hypothèse, ils sont respectivement estimés à 575 et 610 K (302 et 337 °C). Certains résultats expérimentaux suggèrent néanmoins des valeurs moins élevées, avec 503 K comme température d’ébullition pour l’astate diatomique. Il se sublime moins facilement que l'iode, ayant une pression de vapeur plus faible. Même ainsi, la moitié d'une quantité donnée d'astate se vaporiserait en l'espace d'une heure environ si elle était déposée sur une surface de verre propre à température ambiante. Son spectre d'absorption dans la région des ultraviolets moyens possède des raies à 224,401 et 216,225 nm, ce qui tend à indiquer des transitions électroniques 6p à 7s,.
La structure de l'astate solide est inconnue. En tant qu'halogène et analogue de l'iode, il pourrait avoir une structure cristalline orthorhombique composée de molécules d'astate diatomique, et se montrer semi-conducteur (avec un gap de 0,7 eV). Si l'astate sous forme condensée se comporte davantage comme un métal, en revanche, il pourrait cristalliser dans un système cubique à faces centrées, et pourrait même se révéler dans cette hypothèse supraconducteur, comme l'iode qui sous haute pression forme ce type de phase. Les résultats expérimentaux concernant l'existence ou l'inexistence d'astate diatomique (At2) sont rares et non concluants,,,,. Certaines sources affirment que cette forme n'existe pas ou du moins n'a jamais été observée,, d'autres soutiennent ou impliquent le contraire,,. En dépit de cette controverse, de nombreuses propriétés de l'astate diatomique ont été prédites : par exemple, la longueur de la liaison serait de 300 ± 10 pm, son énergie de dissociation de 83,7 ± 12,5 kJ mol−1, et sa chaleur latente de vaporisation (∆Hvap) de 54,39 kJ mol−1. Cette dernière valeur implique que l'astate pourrait être métallique, au moins sous sa forme liquide, considérant que tous les éléments avec une chaleur latente de vaporisation supérieure à environ 42 kJ mol−1 sont métalliques à l'état liquide ; l'iode diatomique, avec une valeur de 41,71 kJ mol−1, se situe juste en dessous de cette valeur seuil,.

### Propriétés chimiques
Sa chimie est « obscurcie par les concentrations extrêmement basses auxquelles les expériences sur l'astate ont été menées, et par la possibilité de réactions avec des impuretés, avec les parois ou les filtres, ou avec des sous-produits radioactifs, et par d'autres interactions parasites à l'échelle nanoscopique ». Nombre de ses propriétés chimiques apparentes ont été observées au cours d'expériences où l'astate se trouve en ultratrace, en solution extrêmement diluée,, typiquement moins de 10−10 mol L−1 (ce qui correspond déjà en activité à environ 1,6 GBq L−1). Certaines propriétés, telle que la formation d'anions, se retrouvent chez les autres halogènes. Il a certaines caractéristiques d'un métal, telle que le fait de se déposer sur une cathode, de coprécipiter avec d'autres sulfures métalliques dans l'acide chlorhydrique, et de former un cation monoatomique stable en solution aqueuse,. Il forme des complexes avec l'EDTA, un agent chélatant, et il se montre capable de réagir comme un métal lors du marquage d'anticorps ; sous certains aspects l'astate à son degré d'oxydation +I se comporte comme l'argent dans le même état. L'essentiel de la chimie organique de l'astate est néanmoins analogue à celle de l'iode : il est notamment susceptible de former une liaison halogène, plus aisément encore que l'iode.
L'astate a une électronégativité de 2,2 sur l'échelle révisée de Pauling, plus basse que celle de l'iode et la même que l'hydrogène. Dans l'astature d'hydrogène (HAt), la charge négative est supposément portée par l'atome d'hydrogène, ce qui implique que ce composé devrait plutôt s'appeler hydrure d'astate,,,. Une telle observation serait cohérente avec la valeur de l'électronégativité sur l'échelle d'Allred-Rochow, (1,9), moindre que celle de l'hydrogène (2,2),. Il a été prédit en 2011 que l'affinité électronique de l'astate serait inférieure d'un tiers à celle du chlore (qui, parmi les halogènes, possède la plus grande) en raison des interactions spin-orbite, cette affinité a été confirmée en 2020 égale à 233 kJ·mol-1.

## Composés
L'astate est moins réactif que l'iode, qui est lui-même le moins réactif des autres halogènes. Ses composés ont été synthétisés en infimes quantités et étudiés autant que possible avant leur désintégration radioactive. Les réactions impliquées ont principalement été testées avec des solutions diluées d'astate mélangées à de plus grandes quantités d'iode. L'iode permet de s'assurer de la présence d'une quantité de matière suffisante pour le bon fonctionnement des techniques de laboratoire habituelles, comme la filtration ou la précipitation,,. Comme l'iode, l'astate peut adopter des degrés d’oxydation impairs de -1 à +7.
Les composés connus formés avec des métaux sont rares. Sont attestés l'astature de sodium, de palladium, d'argent, de thallium et de plomb. Certaines caractéristiques des astatures d'argent et de sodium, ainsi que des astatures d'autres alcalins et alcalino-terreux, ont été estimées par extrapolation à partir des halogénures d'autres métaux.

Modèle compact de l'astature d'hydrogène.

Les pionniers de la chimie de l'astate ont remarqué la formation d'un composé d'astate et d'hydrogène généralement appelé astature d’hydrogène, bien que « hydrure d'astate » soit un nom plus approprié. Ce composé est facilement oxydé ; l'acidification par de l'acide nitrique dilué donne les formes At0 ou At+, et l'ajout subséquent d'argent(I) ne peut précipiter au mieux que partiellement l'astate sous forme d'astature d'argent(I) (AgAt). Au contraire, l'iode n'est pas oxydé et forme facilement un précipité d'iodure d'argent(I),.
L'astate peut former une liaison avec le bore, le carbone et l'azote. Différents complexes du bore ont été préparés avec des liaisons At–B, celle-ci étant plus stables que les liaisons At–C. L'astate peut remplacer un hydrogène dans un cycle benzénique pour former de l'astatobenzène, C6H5At ; celui-ci peut être oxydé en C6H5AtCl2 par du chlore. En traitant ce composé par une solution basique d'hypochlorite, on peut produire C6H5AtO2 . Dans le perchlorate de dipyridine-astate(I) [At(C5H5N)2][ClO4] et son analogue nitrate, l'atome d'astate est lié à chacun des azotes des deux anneaux pyridine.
Comme composés avec l'oxygène, les ions AtO− et AtO+ ont été mis en évidence en solution aqueuse, formés par la réaction de l'astate avec un oxydant tel que le brome élémentaire ou (pour AtO+) du persulfate de sodium dans une solution d'acide perchlorique,. L'espèce précédemment identifiée comme étant AtO2− s'est depuis révélée être AtO(OH)2−, un produit de l'hydrolyse de AtO+ (comme l'est AtOOH). L'anion AtO3−, bien caractérisé, peut être obtenu entre autres par oxydation de l'astate par de l'hypochlorite de potassium dans une solution d'hydroxyde de potassium,. Le triastatate de lanthane La(AtO3)3 a été préparé par oxydation de l'astate dans une solution chaude de Na2S2O8. Une oxydation supplémentaire de AtO3−, par exemple par du difluorure de xénon (en solution basique à chaud) ou du periodate (en solution neutre ou basique), aboutit à l'ion perastatate AtO4−, qui n'est stable qu'à pH supérieur ou égal à 7. On pense que l'astate est également capable de former des cations dans des sels avec des oxyanions, comme l'iodate ou le dichromate, car on observe en solution acide la coprécipitation de l'astate dans un état d'oxydation positif monovalent ou intermédiaire avec des sels insolubles de cations métalliques tels que l'iodate d'argent(I) ou le dichromate de thallium(I),.
L'astate peut former des composés avec les autres chalcogènes, par exemple S7At+ et At(CSN)2− avec le soufre, un composé de coordination sélénourée avec le sélénium, et un colloïde d'astate-tellure avec le tellure.

Structure de l'iodure d'astate, l'un des interhalogènes de l'astate et le plus lourd des interhalogènes diatomiques connus.

L'astate est connu pour réagir avec ses homologues plus légers que sont l'iode, le brome et le chlore à l'état gazeux ; ces réactions produisent des composés interhalogènes de formules AtI, AtBr, et AtCl. Les deux premiers de ces composés peuvent également être produits dans l'eau – l'astate réagit avec une solution d'iode/iodure pour former AtI, tandis que la formation d'AtBr requiert (outre l'astate) une solution d'iode/monobromure d'iode/bromure. L'excès d'iodure ou de bromure peut conduire à la formation d'ions AtBr2− et AtI2−, ou dans une solution de chlorure, ils peuvent produire des espèces comme AtCl2− ou AtBrCl− via des réactions d'équilibre avec les chlorures. L'oxydation de l'élément par du dichromate (en solution d'acide nitrique) montre qu'ajouter des chlorures transforme l'astate en une molécule à l'identification incertaine, probablement AtCl ou AtOCl. De même, on peut produire AtOCl2− ou AtCl2− . Les polyhalogénures PdAtI2, CsAtI2, TlAtI2, ,, et PbAtI sont connus pour avoir été précipités (ou présumés l'avoir été). Dans un spectromètre de masse à plasma (comme source d'ions), les ions [AtI]+, [AtBr]+, et [AtCl]+ ont été formés en introduisant les vapeurs des halogènes plus légers dans la cellule remplie d'hélium contenant l'astate, ce qui est un indice en faveur de l'existence de molécules neutres stables dans le plasma ionisé. Aucun fluorure d'astate n'a encore été découvert. Leur absence a été attribuée, possiblement, à l'extrême réactivité de tels composés, qui inclurait la réaction d'un composé fluoré initialement formé avec les parois en verre du récipient pour former un produit non-volatil. C'est pourquoi, bien que la synthèse d'un fluorure d'astate ne soit pas exclue, elle pourrait requérir un solvant liquide de fluorure d'halogène, comme il en a été utilisé pour la caractérisation du fluorure de radon,.

## Histoire

Tableau périodique de Mendeleïev (1871), avec l'astate manquant en dessous de l'iode (« J »).

En 1869, lorsque Dimitri Mendeleïev publie son tableau périodique des éléments, l'espace situé sous l'iode est vide. Une fois les bases physiques de la classification des éléments établies par Niels Bohr, cet emplacement semble devoir être occupé par le cinquième halogène. Avant la reconnaissance officielle de sa découverte, cet élément hypothétique est appelé éka-iode (eka-iodine en anglais, du sanskrit एक, éka pour « un ») pour refléter sa position un rang en dessous de l'iode (comme l'éka-bore, l'éka-césium, ou d'autres). Étant donné son extrême rareté, de nombreuses fausses découvertes sont annoncées au fil du temps.
La première revendication de découverte de l'éka-iode est faite en 1931 par l'Américain Fred Allison et ses collègues de l'Institut polytechnique d'Alabama (aujourd'hui université d'Auburn), qui utilisent 45 kg de monazite du Brésil pour isoler l'élément. Ils lui donnent le nom d’alabame (alabamine en anglais) d'après l'Alabama et le symbole Am, ensuite modifié en Ab, qui reste utilisé pendant quelques années,,,. La méthode d'Allison et sa découverte sont invalidées en 1934 par Herbert G. MacPherson (en) de l'université de Californie à Berkeley.
En 1937, le chimiste indien Rajendralal De annonce la découverte de l'élément 85 à partir de monazite. Il le baptise dakin, probablement d'après la ville de Dacca où il travaille, puis dekhine. Il déclare l'avoir isolé de la chaîne de désintégration du thorium, où il aurait la même place vis-à-vis du thorium que le radium F (polonium 210) dans la série du radium. Cependant, les propriétés du dakin ne correspondent pas à celles de l'astate, et il n'existe en réalité pas d'isotope de l'astate dans la chaîne de désintégration du thorium, même dans les voies de désintégration minoritaires. La véritable identité du dakin reste donc inconnue,.
En 1936, le Roumain Horia Hulubei et la Française Yvette Cauchois revendiquent la découverte de l'élément 85 par spectroscopie des rayons X. Ils publient un article en 1939 qui confirme et complète leurs données de 1936. Hulubei publie un résumé de ces données en 1944 et affirme que le travail d'autres chercheurs les confirme. Il nomme cet élément dor, du roumain pour « désir, nostalgie ». Sa découverte est réfutée en 1947 par l'Autrichien Friedrich Paneth. En effet, même si les échantillons d'Hulubei contenaient de l'astate, ses moyens pour le détecter étaient trop faibles selon les normes contemporaines pour qu'il ait effectivement pu l'identifier. Hulubei est également à l'origine d'une annonce de découverte erronée du francium, ce qui a pu conduire d'autres chercheurs à considérer ses travaux avec scepticisme.

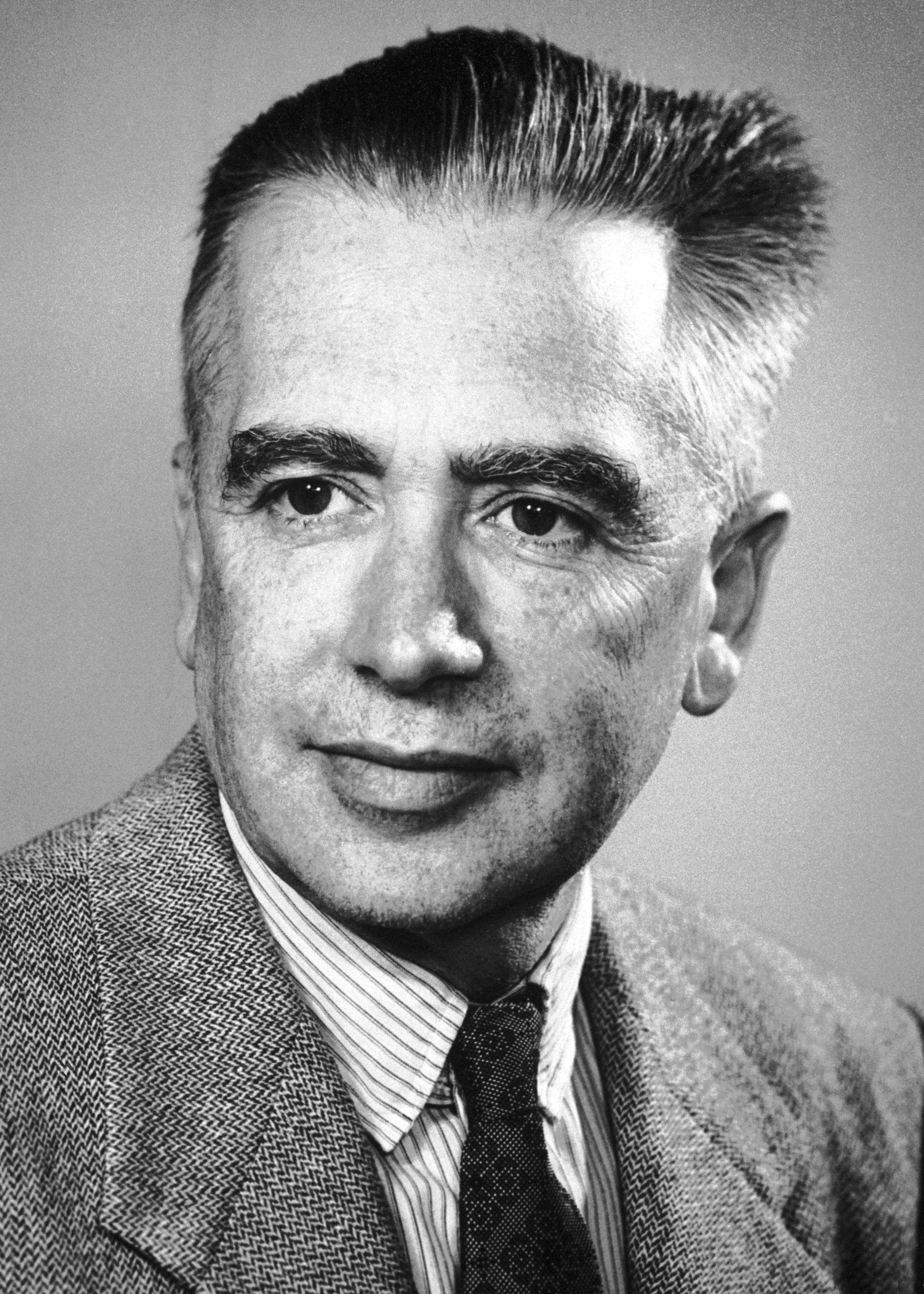
Emilio Segrè, un des découvreurs de l'astate.

En 1940, le Suisse Walter Minder annonce la découverte de l'élément 85 dans les produits de désintégration bêta du radium A (polonium 218) et le nomme helvetium, d'après la Suisse. Berta Karlik et Traude Bernert ne parviennent pas à reproduire son expérience et attribuent ses résultats à une contamination du flux de radon (le radon 222 est l'isotope parent du polonium 218). Avec la Britannique Alice Leigh-Smith, Minder annonce la découverte d'un autre isotope de l'élément 85 en 1942, vraisemblablement un produit de désintégration bêta du thorium A (polonium 216). Les deux chercheurs le baptisent anglo-helvetium, en référence à leurs pays respectifs. Cependant, Karlik et Bernert sont encore une fois incapables de reproduire ces résultats.
L'élément est finalement isolé en 1940 par Dale R. Corson, K. R. MacKenzie et Emilio Segrè de l'université de Californie à Berkeley. Au lieu de le chercher dans la nature, ils le synthétisent en bombardant du bismuth 209 avec des particules alpha dans un cyclotron,. La réaction s'accompagne de l'émission de deux neutrons et aboutit à l'astate 211, premier isotope formellement identifié. Les découvreurs ne proposent pas immédiatement un nom pour ce nouvel élément en raison de leur méthode : à l'époque, l'identification d'un élément pas encore découvert dans la nature, mais créé par synthèse en quantités invisibles, n'est pas considérée comme valide. De plus, les chimistes hésitent à considérer les radioisotopes comme aussi légitimes que les isotopes stables. En 1943, Berta Karlik et Traude Bernert découvrent l'astate dans deux chaînes de désintégration naturelle, d'abord dans celle de l'uranium 238, puis dans celle de l'uranium 235,. Par la suite, l'astate est également découvert dans la chaîne principale de désintégration du neptunium 237, mais le neptunium est très rare à l'état naturel, étant produit par capture neutronique dans les minerais d'uranium.
En 1946, Friedrich Paneth appelle à reconnaître enfin les éléments synthétiques, citant notamment parmi ses arguments la récente confirmation de leur occurrence naturelle, et il propose que les découvreurs de ces nouveaux éléments soient ceux qui les nomment. Début 1947, Nature publie les suggestions des découvreurs : une lettre de Corson, MacKenzie et Segrè propose le nom anglais d’astatine, venant du grec άστατος / ástatos, « instable », en raison de sa tendance à se désintégrer, avec la terminaison « -ine » qui en anglais est caractéristique des halogènes. Ce nom permet également de perpétuer la tradition consistant à baptiser les halogènes d'après l'une de leurs propriétés. Il est accepté par l’Union internationale de chimie pure et appliquée en 1949,.
Corson et ses collègues classent l'astate comme un métal en se fondant sur sa chimie analytique. Des études plus poussées mettent en évidence un comportement similaire à l'iode,, cationique, ou amphotérique,. Lors d'une rétrospective, en 2003, Corson a écrit que « certaines des propriétés [de l'astate] sont similaires à celles de l'iode » et que l'élément « présente également des propriétés métalliques, plus proches de celles du polonium et du bismuth, ses voisins métalliques ».

## Isotopes
Il y a 41 isotopes connus de l'astate, avec des nombres de masse compris entre 188 et 229 (l'isotope 189At n'ayant pas encore été synthétisé),. La modélisation théorique suggère l'existence possible de 35 isotopes supplémentaires. Aucun isotope stable ou à longue demi-vie n'a été observé, et on ne s'attend pas à ce qu'il en existe.
| Données de désintégration alpha pour quelques isotopes | Données de désintégration alpha pour quelques isotopes | Données de désintégration alpha pour quelques isotopes | Données de désintégration alpha pour quelques isotopes | Données de désintégration alpha pour quelques isotopes |
| Nombre de masse                                        | Excès de masse                                         | Demi-vie                                               | Énergie moyenne                                        | Probabilité                                            |
| ------------------------------------------------------ | ------------------------------------------------------ | ------------------------------------------------------ | ------------------------------------------------------ | ------------------------------------------------------ |
| 207                                                    | -13,243 MeV                                            | 1,80 h                                                 | 5,873 MeV                                              | 8,6 %                                                  |
| 208                                                    | -12,491 MeV                                            | 1,63 h                                                 | 5,752 MeV                                              | 0,55 %                                                 |
| 209                                                    | -12,880 MeV                                            | 5,41 h                                                 | 5,758 MeV                                              | 4,1 %                                                  |
| 210                                                    | -11,972 MeV                                            | 8,1 h                                                  | 5,632 MeV                                              | 0,175 %                                                |
| 211                                                    | -11,647 MeV                                            | 7,21 h                                                 | 5,983 MeV                                              | 41,8 %                                                 |
| 212                                                    | -8,621 MeV                                             | 0,31 s                                                 | 7,825 MeV                                              | ≈ 100 %                                                |
| 213                                                    | -6,579 MeV                                             | 125 ns                                                 | 9,255 MeV                                              | 100 %                                                  |
| 214                                                    | -3,380 MeV                                             | 558 ns                                                 | 8,986 MeV                                              | 100 %                                                  |
| 219                                                    | 10,397 MeV                                             | 56 s                                                   | 6,324 MeV                                              | 97 %                                                   |
| 220                                                    | 14,350 MeV                                             | 3,71 min                                               | 6,052 MeV                                              | 8 %                                                    |

Les énergies de désintégration des désintégrations alpha de l'astate suivent la même tendance que pour d'autres éléments lourds. Les isotopes les plus légers ont des énergies alpha de désintégration relativement élevées, qui décroissent lorsque les isotopes sont plus lourds. L'astate 211 a une énergie significativement plus grande que l'isotope précédent, parce qu'il a un noyau à 126 neutrons, ce qui correspond à un nombre magique et donc à une couche de neutrons remplie. Bien que sa demi-vie soit comparable à l'isotope précédent (7,2 h pour 211At, 8,1 h pour 210At), sa probabilité de désintégration par voie alpha est bien plus grande : 41,81 % contre seulement 0,18 %. Les deux isotopes suivants dégagent encore plus d'énergie, avec notamment l'astate 213, qui libère le plus d'énergie. Pour cette raison, c'est aussi l'isotope connu qui a la plus courte demi-vie. Bien que les isotopes plus lourds libèrent moins d'énergie, il n'existe aucun isotope à longue demi-vie, en raison du rôle croissant de la désintégration bêta (émission d'électron). Ce mode de désintégration est particulièrement important pour l'astate ; dès 1950 des scientifiques postulent que tous les isotopes de cet élément se désintégreraient par voie bêta. Des modes de désintégration bêta ont été trouvés pour tous les nucléides connus de l'astate sauf 213At, 214At, 215At et 216mAt. L'astate 210 et les isotopes plus légers peuvent se désintégrer selon le mode β+ (émission de positron), l'astate 216 et les isotopes plus lourds se désintègrent sur le mode β−, et l'astate 212 peut se désintégrer suivant les deux modes, tandis que l'astate 211 peut subir une capture électronique.
Le moins radioactif des isotopes est l'astate 210, avec une demi-vie de 8,1 h. Son mode de désintégration principal est β+, vers le polonium 210, lui-même émetteur alpha, qui a une demi-vie plus longue, égale à 138 j. Au total, seuls cinq isotopes connus ont une demi-vie supérieure à une heure (de 207At à 211At). L'isotope le plus radioactif à l'état fondamental connu est l'astate 213, avec une demi-vie de 125 ns. Il se désintègre par voie alpha vers le bismuth 209, quasi stable.
On connaît à l'astate 24 isomères nucléaires, qui sont des noyaux avec un ou plusieurs nucléons dans un état excité. Un isomère nucléaire est parfois appelé métastable, ce qui signifie que le système a une énergie interne plus élevée que l'état fondamental (l'état d'énergie minimale), et donc que l'isomère nucléaire a tendance à retourner à l'état fondamental. Il peut y avoir plus d'un isomère nucléaire par isotope. Le moins radioactif d'entre eux est l'astate 202m1, qui a une demi-vie d'environ 3 minutes. Le plus radioactif est l'astate 214m1, d'une demi-vie de 265 nanosecondes (plus courte que celle de tous les nucléides connus sauf 213At),.

## Abondance

Chaîne de désintégration de ^{237}Np, dont l’un des produits est ^{217}At.

Parmi les éléments présents dans la nature, les seuls éléments moins abondants que l’astate sont des transuraniens, raison pour laquelle il y est généralement considéré comme l'élément le plus rare. La quantité totale de cet élément dans la croûte terrestre (masse de 2,36 × 1025 grammes) est estimée comprise entre le dixième et la trentaine de grammes à un instant donné,.
Tout atome d’astate présent à la formation de la Terre s’est désintégré. Les quatre isotopes présents dans la nature (215At, 217At, 218At et 219At) sont continuellement renouvelés en tant que produits des désintégrations des isotopes primordiaux du thorium, de l’uranium et de traces de neptunium 237 radiogénique. Les seize premiers kilomètres en profondeur de l’ensemble du continent américain contiennent de l’ordre de 1012 atomes d’astate 215 à un instant considéré (de l’ordre de 3,5 × 10−10 grammes). L’astate 217 est produit lors de la désintégration du neptunium 237 (voir figure ci-contre), présent à l’état de traces dans les minerais d’uranium où il est produit par transmutation. L’astate 218 est le premier isotope découvert dans la nature quand l’astate 219, avec une demi-vie d’environ 56 secondes, est l’isotope présent dans le milieu naturel ayant la plus longue période radioactive.
Certains isotopes de l’astate ne sont pas toujours considérés comme présents naturellement dans l’environnement, par méconnaissance, ou désaccords dans la littérature. Ainsi, la présence de l’astate 216 dans la nature a été rapportée mais son signalement est controversé et non confirmé.

## Synthèse

### Formation
| Réaction                             | Énergie des particules α |
| ------------------------------------ | ------------------------ |
| 209 83Bi + 4 2He → 211 85At + 2 1 0n | 26 MeV                   |
| 209 83Bi + 4 2He → 210 85At + 3 1 0n | 40 MeV                   |
| 209 83Bi + 4 2He → 209 85At + 4 1 0n | 60 MeV                   |

L'astate a été produit pour la première fois en bombardant une cible de bismuth 209 avec des particules alpha énergétiques, et cette voie de synthèse reste la plus utilisée pour produire les isotopes à relativement longue demi-vie 209At, 210At et 211At. L'astate n'est produit qu'en très faibles quantités, les techniques modernes permettant de monter jusqu'à 6,6 GBq produits en une fois (à peu près 86 ng, soit 2,47 × 1014 atomes). La synthèse de quantités plus importantes d'astate en utilisant cette méthode est limitée par la faible disponibilité de cyclotrons adéquats et par la perspective de fondre la cible,,. La radiolyse du solvant en raison de l'effet cumulatif de la désintégration de l'astate pose également problème. Avec des techniques cryoscopiques, il est possible que l'on puisse atteindre le microgramme d'astate produit, par irradiation de proton d'une cible de thorium ou d'uranium, générant du radon 211 qui décroît en astate 211. On s'attend néanmoins à ce que cette méthode résulte en une contamination de l'isotope produit par de l'astate 210.
L'isotope le plus important est l'astate 211, le seul qui ait un usage commercial. Pour produire la cible de bismuth, le métal est déposé par pulvérisation cathodique sur une surface d'or, de cuivre ou d'aluminium, à raison de 50 à 100 mg cm−2. L'oxyde de bismuth peut être utilisé à la place ; il est alors soudé à une plaque de cuivre. La cible est gardée sous atmosphère inerte d'azote, et elle est refroidie à l'eau pour éviter la vaporisation prématurée de l'astate. Dans un accélérateur de particules, comme un cyclotron, les particules alpha entrent en collision avec le bismuth. Bien qu'un seul isotope du bismuth soit utilisé (le bismuth 209), la réaction peut se produire de trois façons différentes en fonction de l'énergie des particules alpha, produisant 209At, 210At ou 211At. Pour éviter de produire les nucléides non souhaités, l'énergie maximum de l'accélérateur de particules est fixée à une valeur (idéalement 29,17 MeV) supérieure à celle nécessaire pour produire l'astate 211 (pour bien produire l'isotope voulu) mais inférieure à celle qui aboutirait à l'astate 210 (pour éviter de produire des isotopes indésirables).

### Méthodes de séparation
Dans la mesure où l'astate est le produit principal de la synthèse, après sa formation il doit seulement être isolé de la cible et de toute contamination. Plusieurs méthodes sont possibles à cet effet, « mais elles suivent généralement l'une de deux approches — distillation sèche ou traitement en solution acide de la cible suivi d'une extraction par solvant ». Les méthodes abordées ci-après sont des adaptions modernes de procédures plus anciennes, telles que revues par Kugler et Keller,. Les techniques d'avant 1985 incluaient souvent l'élimination du polonium 210, qui était alors co-produit lors de l'irradiation, mais cette mesure est moins nécessaire en veillant à ce que l'énergie de la ligne d'irradiation du cyclotron ne dépasse pas une valeur seuil.

#### Par voie sèche
La cible irradiée contenant maintenant de l'astate est chauffée à environ 650 °C. L'astate se volatilise, puis est condensée (typiquement dans un piège à froid). Des températures plus élevées (jusqu'à 850 °C) peuvent accroître le rendement, au risque de contaminer l'échantillon via la co-volatilisation du bismuth. Il peut être nécessaire de redistiller le condensat pour limiter la présence de bismuth (car le bismuth peut interférer avec les réactions de marquage de l'astate). L'astate est récupéré à partir du piège en utilisant de la soude diluée, du méthanol ou du chloroforme. Des rendements approchant les 80 % peuvent être atteints. La voie sèche est la méthode la plus utilisée pour produire une forme chimiquement utilisable d'astate,.

#### Par voie humide
La cible de bismuth (parfois de trioxyde de bismuth) est dissoute dans de l'acide concentré (généralement nitrique ou perchlorique). L'astate est extrait à l'aide d'un solvant organique tel que de l'éther de butyle ou d'isopropyle, ou du thiosemicarbazide. Un rendement de séparation de 93 % à l'acide nitrique a été publié, chutant à 72 % à la fin des opérations de purification (distillation de l'acide nitrique, purge des oxydes d'azote résiduels, et resolvatation du nitrate de bismuth pour permettre l'extraction liquide-liquide). Les méthodes par voie humide impliquent « plusieurs étapes demandant la manipulation de produits radioactifs » et ne conviennent pas vraiment à l'isolation de grandes quantités d'astate. Elles peuvent néanmoins permettre la production d'astate à un degré d'oxydation spécifique et peuvent donc trouver plus d'applications dans le domaine de la radiochimie expérimentale.

## Utilisations et précautions
« [L'astate est] une plaie à produire et un enfer à manipuler. »

— P. Durbin
| Agent                                              | Applications                   |
| -------------------------------------------------- | ------------------------------ |
| Colloïdes d'astate-tellure                         | Tumeurs compartimentales       |
| Diphosphate de 6-astato-2-méthyl-1,4-naphtaquinole | Adénocarcinome                 |
| Bleu de méthylène radiomarqué                      | Mélanomes                      |
| Guanidine de méta-astatobenzyl                     | Tumeurs neuro-endocrines       |
| 5-astato-2'-déoxyuridine                           | Diverses                       |
| Composés de biotine radiomarqués                   | Diverses de pré-ciblage        |
| Octréotide radiomarqué                             | Récepteurs de la somatostatine |
| Anticorps monoclonaux et fragments radiomarqués    | Diverses                       |
| Biphosphonates radiomarqués                        | Métastases osseuses            |
L'astate 211 est l'objet de recherches actives dans le domaine de la médecine nucléaire. L'isotope doit être utilisé rapidement après sa synthèse étant donné sa demi-vie de 7,2 h ; cette période est néanmoins suffisante pour permettre des stratégies de marquage en plusieurs étapes. L'astate 211 a un potentiel pour être utilisé dans des traitements d'alpha-immunothérapie, puisqu'il se désintègre soit en mode alpha (vers le bismuth 207), soit par capture électronique (vers le polonium 211, à très courte demi-vie et lui-même émetteur alpha). Les rayons X émis par le polonium 211, entre environ 77 et 92 keV, permettent le suivi de l'astate dans les animaux et les patients. Bien que l'astate 210, avec une demi-vie légèrement plus longue que l'astate 211, puisse paraître plus intéressant pour la même application, cet isotope est totalement impropre à l'usage médical car il se désintègre en polonium 210, extrêmement toxique, notamment pour la moelle osseuse, et avec une demi-vie plus longue,.
La différence principale dans le milieu médical entre l'astate 211 et l'iode 131 (un isotope de l'iode utilisé en médecine nucléaire) réside dans l'émission de rayonnements bêta à hautes énergies par 131I contrairement à 211At. Le rayonnement bêta a un pouvoir pénétrant dans les tissus plus important que le rayonnement alpha : une particule alpha d'énergie moyenne émise par 211At peut traverser 70 µm dans les tissus environnants quand une particule bêta d'énergie moyenne issue d'131I peut parvenir presque trente fois plus loin, traversant environ 2 mm. Une courte demi-vie associée au pouvoir pénétrant limité du rayonnement alpha dans les tissus est un avantage lorsque la « charge tumorale est faible et/ou les populations de cellules malignes sont situées à proximité immédiate de tissus normaux sains ». Une mortalité cellulaire significative dans des cultures de cellules reproduisant des cancers humains a ainsi été atteinte avec un à dix atomes d'astate 211 liés par cellule.

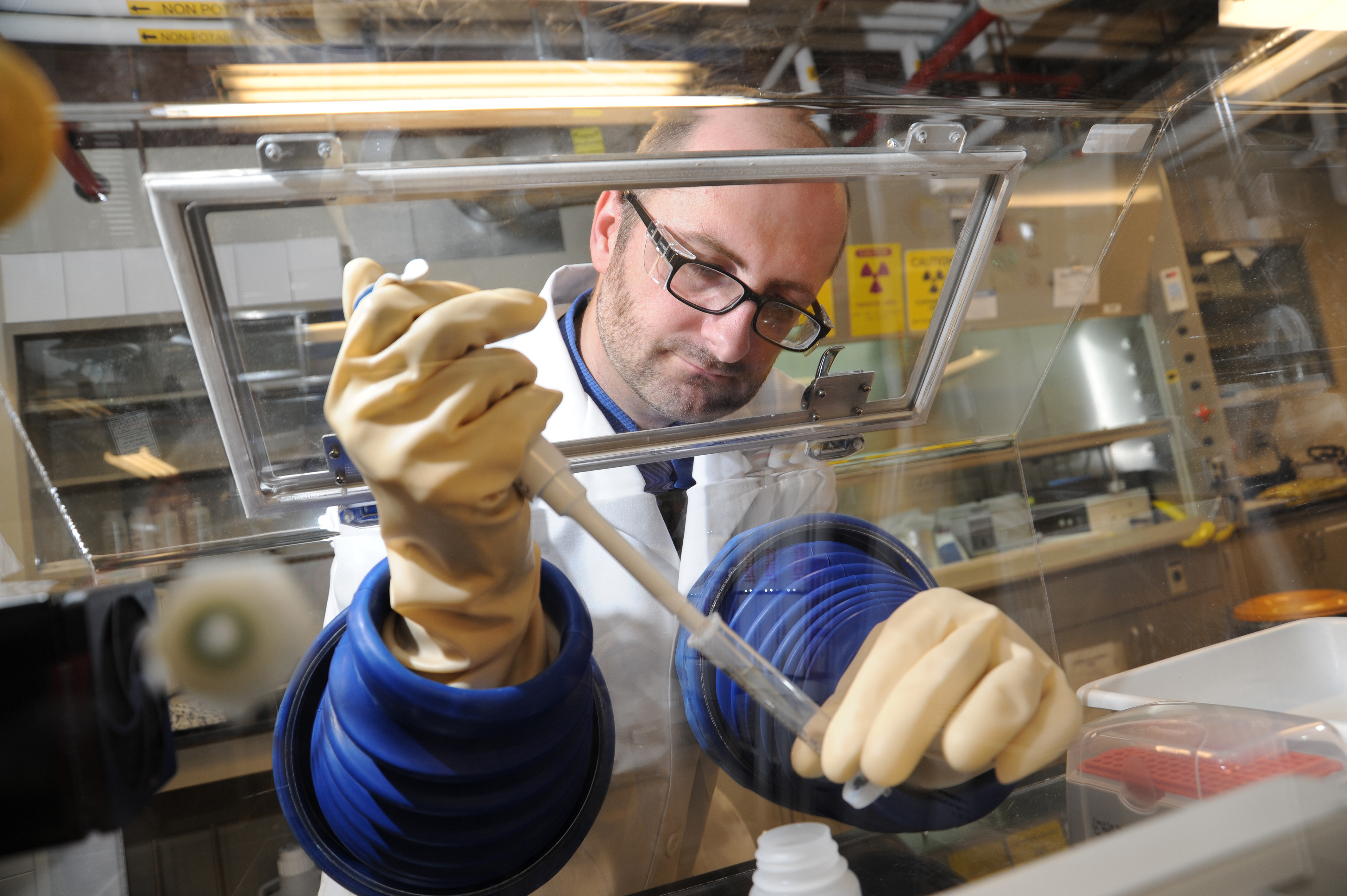
La manipulation de quantités d'astate conséquentes nécessite l'usage d'une boîte à gants, éventuellement blindée de plomb.

Le développement de médicaments à base d'astate pour la lutte contre le cancer s'est heurté à plusieurs obstacles. La Seconde Guerre mondiale a retardé les recherches de près d’une décennie. Les résultats d'essais préliminaires indiquaient qu'un agent de transport sélectif pour le cancer aurait besoin d'être développé, et ce n'est que dans les années 1970 que des anticorps monoclonaux pouvant jouer ce rôle arrivèrent sur le marché. Contrairement à l'iode, l'astate a tendance à casser sa liaison avec de telles molécules, surtout avec les carbones hybridés sp3 (moins pour ceux hybridés sp2). Étant donné la toxicité de l'astate, qui a tendance à s'accumuler dans le corps lorsque le radioisotope est libre d'y circuler, il est vital de s'assurer qu'il reste attaché à sa molécule-hôte. Si l'efficacité des molécules de transport qui sont lentement métabolisées peut être évaluée, les molécules plus rapidement métabolisées demeurent un obstacle non négligeable à l'évaluation de l'astate en tant que traitement médical. Atténuer la radiolyse (due à l'astate) des molécules porteuses est une autre voie possible de développement. Une application pratique de l'astate comme traitement anticancéreux pourrait potentiellement profiter à un nombre « effarant » de patients ; la production d'astate dans des quantités qui seraient alors nécessaires reste un problème,,.
Des études chez l'animal montrent que l'astate, comme l'iode quoiqu'à un moindre degré, est surtout concentré dans la thyroïde. Contrairement à l'iode, l'astate fait également preuve d'une tendance à s'accumuler dans les poumons et la rate, peut-être en raison de l'oxydation in vivo de At− vers At+. Lorsque l'astate est administré sous la forme d'un radiocolloïde, il a tendance à se concentrer dans le foie. Des expériences chez les rats et les singes suggèrent que l'astate 211 cause de bien plus graves dégâts à la thyroïde que n'en fait l'iode 131. Des injections répétées du nucléide résultent ainsi en une nécrose et de la dysplasie cellulaire dans la glande thyroïde. Des études préliminaires suggèrent que l'injection d'astate 211 chez des rongeurs femelles provoque des modifications morphologiques du tissu mammaire ; cette conclusion est restée controversée pendant des années. Le consensus qui a été atteint par la suite est que cet effet était probablement causé par l'irradiation des tissus de la poitrine, combiné aux modifications hormonales dues à l'irradiation des ovaires. D'infimes quantités d'astate peuvent être manipulées sans danger sous sorbonne si la hotte est bien aspirante ; l'introduction de l'élément dans l'organisme doit cependant être évitée.